# Le Foudroyant (S 610)
El Le Foudroyant (S 610) de la Marina francesa fue un submarino nuclear de la clase Le Redoutable en servicio de 1974 a 1998.

## Historial operativo
Equipado originalmente con misiles M-1/M-2/M-20, se sometió a una revisión de su sistema de armas disuasorias de 1990 a 1993, que luego le permitió llevar misiles M-4.
Le Foudroyant está equipado con un Sistema de Navegación Global (SGN) creado específicamente por SAGEM para submarinos de tipo SSBN.
Fue retirado del servicio activo y dado de baja el 30 de abril de 1998.
Tras la retirada de su unidad nuclear tras su desarme, esperó a su desmantelamiento. Su desguace está previsto entre 2018 y 2027 en Cherburgo, por parte de las empresas DCNS, Veolia Propreté y NEOM, filial de Vinci, junto a otros cuatro submarinos de clase Le Redoutable. Su desmantelamiento comenzó en septiembre de 2021 y finalizó a finales de 2022.